# Atrichopogon hobsoni
Atrichopogon hobsoni är en tvåvingeart som beskrevs av John William Scott Macfie 1932. Atrichopogon hobsoni ingår i släktet Atrichopogon och familjen svidknott. Inga underarter finns listade i Catalogue of Life.